# Karen Acioly
Karen Acioly (Rio de Janeiro, 10 de Novembro de 1964) é autora, roteirista, dramaturga, diretora, curadora e teatróloga brasileira.
Tem atuação destacada em programas, curadorias e projetos multidisciplinares para novos públicos. Referência na literatura infantil, no teatro musical e na ópera para crianças e jovens. Ao todo, escreveu mais de 30 peças infanto-juvenis e dirigiu a maior parte delas. Sua obra já recebeu diversas premiações especializadas na área, como os prêmios Sharp, Mambembe, Coca-Cola, Zilka Salaberry e Maria Clara Machado. Todos os seus livros de teatro da coleção Caras e Máscaras (Editora Rocco) receberam o selo Altamente Recomendável Escola, pela Fundação Nacional do Livro Infanto-Juvenil.
Autora, professora, curadora, roteirista, pesquisadora e dramaturga. Possui especialização na área das artes multidisciplinares em conteúdos e gestão criativa , com ênfase nas artes cênicas, visuais -e digitais- voltadas aos novos públicos. É Maîtrise em Études Théâtrales pena Université Sorbonne Paris 3 (2019/2021) e Doutoranda (em andamento) e Mestre em Educação pela Universidade Federal Fluminense (2020-2022) . É, também, Mestre em Mídias Criativas (ECO-UFRJ PPGMC 2022/2024). É especialista com pós-Graduação em Literatura Infantil e Juvenil pela Universidade Cândido Mendes e Bacharel em Comunicação Social pela Universidade Federal do Rio de Janeiro, Pós-graduada em Metodologia do Ensino Superior.
Até 2024 publicou 19 livros infantis e foi ganhadora de diversos prêmios como autora e diretora teatral. Em 2017/2018 seu livro “Os meus balões” foi um dos contemplados pelo Programa PNLD (Programa Nacional do Livro Didático)  e em 2019/2020 foi a vez de seu livro “Fedegunda”, e em 2022 de Bichos, um dos livros destinados à primeira infância, da Coleção Bagunça (Editora Rocco) todos adotados pelo Programa e distribuídos pelas escolas públicas brasileiras. Em 2022, seu texto Hans, o faz tudo, em coautoria com Jorge Bastos, foi um dos premiados para a publicação no Catálogo Dramática Ibero- Americana Celcit. Foi bolsista da Bolsa Courants du Monde, na área de gestão cultural, (2016), concedida pelo governo francês. 
É a inventora, curadora e diretora geral do FIL Festival - Festival Internacional Intercâmbio de Linguagens, que em 2024 completou sua 21 Edição.

## Biografia
Começou a fazer teatro aos sete anos de idade, no Colégio Bennett. Participou dos grupos Navegando, com direção de Lúcia Coelho, "Asdrúbal Trouxe o Trombone" (que revolucionou o teatro brasileiro) e "Manhas & Manias". Formou-se em Comunicação Social pela Escola de Comunicação da Universidade Federal do Rio de Janeiro em 1989. Fez pós-graduação (especialização) em metodologia do Ensino superior pela Faculdade da Cidade em 1997 e em Literatura Infantil e Juvenil (UCAM).
Desde cedo, começou a escrever suas peças e logo resolveu dirigi-las. Ganhou seu primeiro prêmio em 1985, o troféu Mambembe, com De Repente, no Recreio, de 1985. O espetáculo, que lotou o Teatro dos Quatro e Teatro Villa-Lobos no Rio de Janeiro, narrava situações de crianças e adolescentes na hora do recreio e era inspirada em suas memórias.
Como autora escreveu mais de 31 textos teatrais, sendo 29 deles já encenados e 15 premiados. Implementou a frequência do público infantil no Centro Cultural Light (1997 até 2001). Foi a primeira Coordenadora de Teatro Infantil do Município do Rio de Janeiro (2001), e fundadora e diretora artística do Centro de Referência Cultura Infância, no Teatro do Jockey (de 2003 a 2015). 
Roteirizou e dirigiu o I Encontro da Diversidade Cultural Brasileira (MinC RJ / 2010), e a Mostra Brasil Juventude Transformando com arte; nos anos 2006, 2008, 2010 e 2012. Dentre seus trabalhos mais conhecidos destacam-se "Fedegunda", "Cabelos Arrepiados", "Bagunça, a ópera baby", "Tuhu, o menino Villa-Lobos", "Viva o Zé Pereira", "A Excêntrica Família Silva", "Experiência Yellow", , "Hans, o faz tudo"(sobre a infância de Hans Christian Andersen, em parceria com Jorge bastos), O Garoto Noel (sobre a infância de Noel Rosa, com o biógrafo Carlos Didier) . É curadora de diversos projetos, entre eles o Mini Festival  de música e Interatividade (2020),  Projeto Cenas de casa, em parceria com marta Paret e Monique Gardemberg/  Campanha solidária APTR (2020/2021) . Foi criadora do projeto online FaceGenerations em que participou como co-curadora da Plataforma RIOFESTIV.AL.(2019/2020)
Participou da sala de roteiristas da Sing em que adaptou seu livro Fina para a linguagem audiovisual. Participa como roteirista de desenvolvimento de series para TV. Faz parte da sala de criação da 2DLAB  de séries de desenhos animados destinadas ao público infanto-juvenil. 
É membro fundadora do Grupo Nacional Cultura Infância que visa implementar uma Política publica de Estado para a Cultura Infância, da Rede Fibra (Festivais internacionais Brasileiros, pra crianças). É fundadora da Borogodó Empreendimentos Culturais Ltda - empresa responsável por suas produções teatrais, literárias e audiovisuais.
Publicou 14 livros infantis e foi ganhadora do Prêmio Lucia Benedetti da Fundação Nacional do Livro Infanto-Juvenil Melhor Livro de Teatro (2008, 2010 e 2012, 2014, respectivamente). Roteirizou e dirigiu o I Encontro da Diversidade Cultural Brasileira (MinC RJ / 2010), e a Mostra Brasil Juventude Transformando com arte; nos anos 2006, 2008, 2010 e 2012. Dentre seus trabalhos teatrais mais conhecidos destacam-se "Experiência Yellow" escrito em parceria com Ciro Acioli, "Fedegunda", "Bagunça, a ópera baby", "Sinfonieta Braguinha"e "Tuhu, o menino Villa-Lobos". É fundadora da Borogodó Empreendimentos Culturais Ltda - empresa responsável por suas produções teatrais, literárias e audiovisuais. É membro fundadora do Grupo Nacional Cultura Infância que visa implementar uma Política publica de Estado para a Cultura Infância.
Também foi responsável pelos seguintes projetos: I Mostra RioArte de Contadores de Histórias, projeto Primeiros Contatos, I Festival de Teatro de Animação e o projeto Altamente-Recomendável-Escola, no qual alunos de escolas municipais assistiam a peças teatrais montadas nos teatros e espaços públicos da Prefeitura.
Em 2003, fundou e dirigiu o primeiro Centro de Referência do Teatro Infantil do Rio de Janeiro, no teatro do Jockey (2003 a 2015). Na entidade, acolheu mais de 380 espetáculos nacionais e internacionais . Escreveu e encenou  espetáculos como "Bagunça", a ópera-baby que mostrava a evolução da vida de oito crianças, passando por nascimento, descoberta da fala, do corpo, da arte, das formas de brincar com o que o mundo oferece. Pelo texto, a autora recebeu o último prêmio Maria Clara Machado de direção. Foi ainda jurada do Prêmio coca-Cola 1998, de desfiles de escolas de samba nos carnavais de São Paulo e [[Manaus] e de dramaturgia, Universidade Federal de Belo Horizonte e Prêmio Funarte, anos 2000 e 2008].

## Obra
Livros:
Tuhu, o menino Villa-Lobos (Prêmio Lúcia Benedetti de Melhor Livro de Teatro para crianças FNLIJ -2008 - contemplado com PNBE)
Viva o Zé Pereira (Prêmio Lúcia Benedetti de Melhor Livro de Teatro para crianças FNLIJ -2010)
Os Meus Balões ((Prêmio Lúcia Benedetti de Melhor Livro de Teatro para crianças FNLIJ -2012 - Contemplado com o PNLD Literário 2019/2020)
A Excêntrica Família Silva (Prêmio Hors Concours- Lúcia Benedetti de Melhor Livro de Teatro para crianças FNLIJ -2014)
Fedegunda (Selo Altamente Recomendável FNLIJ - Contemplado com o PNLD Literário 2020/2021)
Cabelos Arrepiados (Selo Altamente Recomendável - FNLIJ)
Hans, o faz tudo ( escreveu em parceria com Jorge Bastos. Texto contemplado para a publicação no Catálogo Dramática ibero- Americana Celcit)
Iluminando a História
Fina
Trilogia para a primeira infância:
O Chuveiro
Os Bichos
A Tinta
Catálogos:
I Catálogo Livre do Teatro Infantil
II Catálogo Livre Cultura Infância
Escreveu e dirigiu inúmeros textos teatrais, roteiros cinematográficos e formatos originais para o universo digital. Recebeu inúmeros prêmios em literatura e teatro, com produção profícua em outra, sua adaptação da infância de Heitor Villa-Lobos para o teatro, em Tuhu, o menino Villa-Lobos, venceu os Prêmio Sharp, o Mambembe e o Coca-Cola de melhor espetáculo, além do prêmio Coca-Cola de direção e figurino e do Mambembe de melhor ator. Em 1999, adaptou mais uma biografia de compositor brasileiro voltada para crianças, em Garoto Noel.
Em 2003, sua peça Bagunça, a ópera baby recebeu oito indicações para o prêmio Maria Clara Machado de Teatro Infantil, o maior até então, vencendo na categoria de melhor direção.
Em 2005, dentro da programação do Ano do Brasil na França, Karen Acioly montou neste país a Sinfonieta Braguinha, em homenagem ao compositor e autor de adaptações sonoras de contos infantis.
Em 2006, sua montagem de Eles se casaram e tiveram muito... recebeu novo número recorde de indicações, desta vez ao Prêmio Zilka Salaberry de Teatro, em sete categorias, inclusive a categoria especial "renovação de linguagens".

## Trabalhos
| - 2009- 'O Ogroleto"(Direção) - 2009- "Fedegunda"(Ópera- Autoria e direção) - 2008- "Cyrano" (Infatil-Direção) - 2008 -"Mostra Brasil, Juventude transformando com arte"(Roteiro e direção da terceira noite-Mistura de Linguagens) - 2007 - Hans, o faz tudo (infantil; co-autoria e direção) - 2006 - Eles se casaram e tiveram muito... (infantil; direção) - 2006 - Juventude transformando com arte (infantil; Roteiro e direção) - 2005 - Espetáculo Infância (infantil; autoria e direção) - 2005 - Sinfonieta Braguinha Ano do Brasil na França - 2004 - O Menino Maluquinho (ópera; direção) - 2002 - Bagunça, a ópera bab (autoria e direção) - 2001-2003 - Os Meus Balões (autoria e direção) - 2000 - A Excêntrica Família Silva - 2000 - Quem inventou o Brasil (autoria e direção) - 1999 - O Garoto Noel (co-autoria e direção) - 1999 - Iluminando a História (autoria e direção) - 1998-1999 - A História da Baratinha (adaptação e direção) - 1998 - Festa no Céu (adaptação e direção) - 1998 - Viva o Zé Pereira (autoria e direção) - 1997/1998 - Tuhu, o menino Villa-Lobos (autoria e direção) - 1997 - Manossolfa (infantil; autoria e direção) - 1997 - A Orquestra dos sonhos (infantil; direção) - 1996 - Jacques e seu Amo (direção) - 1995 - Meu Ari Brasileiro (direção) - 1995 - A Bossinha Nova (infantil; autoria e direção) - 1993-1994 - Pianíssimo (infantil; direção) - 1993 - A Arca no Zôo (musical infantil de Toquinho e Vinícius de Moraes; direção) - 1992-1993 - As Mil e uma Noites (direção) - 1991 - "A Noiva do Condutor" (Opereta de Noel Rosa - Adaptação e Direção) - 1988 - Os Visigodos (infantil; autoria e direção) - 1987 - Sábado, Domingo e Segunda - 1986 - A Aurora da Minha Vida - 1985-1986 - De repente... no recreio (infantil; autoria e direção) - 1984-1985 - PRK a Mil (autoria e direção) - 1984 - Em Alto-Mar - 1983 - Manhas e Manias - 1982 - Asdrúbal 84 e Aquela Coisa Toda - 1982 - Cabaret S.A. - 1982 - Dito e Feito - 1982 - Vivo, Muito Vivo e Bem Disposto - 1981 - Cara ou Coroa - 1980 - Passa-passa Tempo | - 2017 - Novo Mundo (Astuta de Barros) - 2008 - A Grande Família - episódio "Um Dia de Cão" (interpretando Dona Gertrudes) - 1996 - Chico Total - 1991 - Conto de Natal (especial; TV Manchete) - 1991 - Rede de Intrigas - 1991 - Floradas na Serra (Turquinha) - 1989 - Kananga do Japão (Clotilde) - 1986 - Tudo ou Nada (Jaqueline) - 1985 - Ti-ti-ti (Rosário) - 1984 - Um Sonho a Mais - 2002 - Xuxa e os Duendes 2 - No Caminho das Fadas - 1994 - Veja Esta Canção - 1989 - Sermões - A História de Antônio Vieira - 1987 - Leila Diniz - 1986 - Com Licença, Eu Vou à Luta - 1986 - Hell Hunters - 1985 - Urubus e Papagaios - 1985 - Brás Cubas - A Fábula da Bela Palomera - A Espera (curta) - Damas da Noite (curta) |

## No exterior
- Parceria como autora com o compositor Camille Rocailleux para a criação da ópera Fedegunda (2007/2009)
- Parceria como autora com o Chantier Thêátre, para a criação dos espetáculos Grandir (Direção de florence Lavaud-França 2008) e Fina (inédito nos dois países), com residência artística em Janeiro de 2009
- 2005- Participante do forum RIDA -Le Havre -Representante do brasil
- 2006, *2007, *2008, *2009- Presente no Festival Momix
- 2006- Presente no Festival Coup de Théâtre -Quebec
- 2007- Presente no Festival de Mantova- Itália
- 2008- Presente no Festival A pas Contes - Dijon
- 2007- Residência de escrita no Festival dos autores- Mantes de La Jolie (França)
- 2007- Co autora do Espetáculo Grandir dirigido por Florence Lavaud- Chantier Théâtre- França
- 2009 -Residência de escrita  do espetáculo Fina -Chantier Théâtre